# Judith Durham

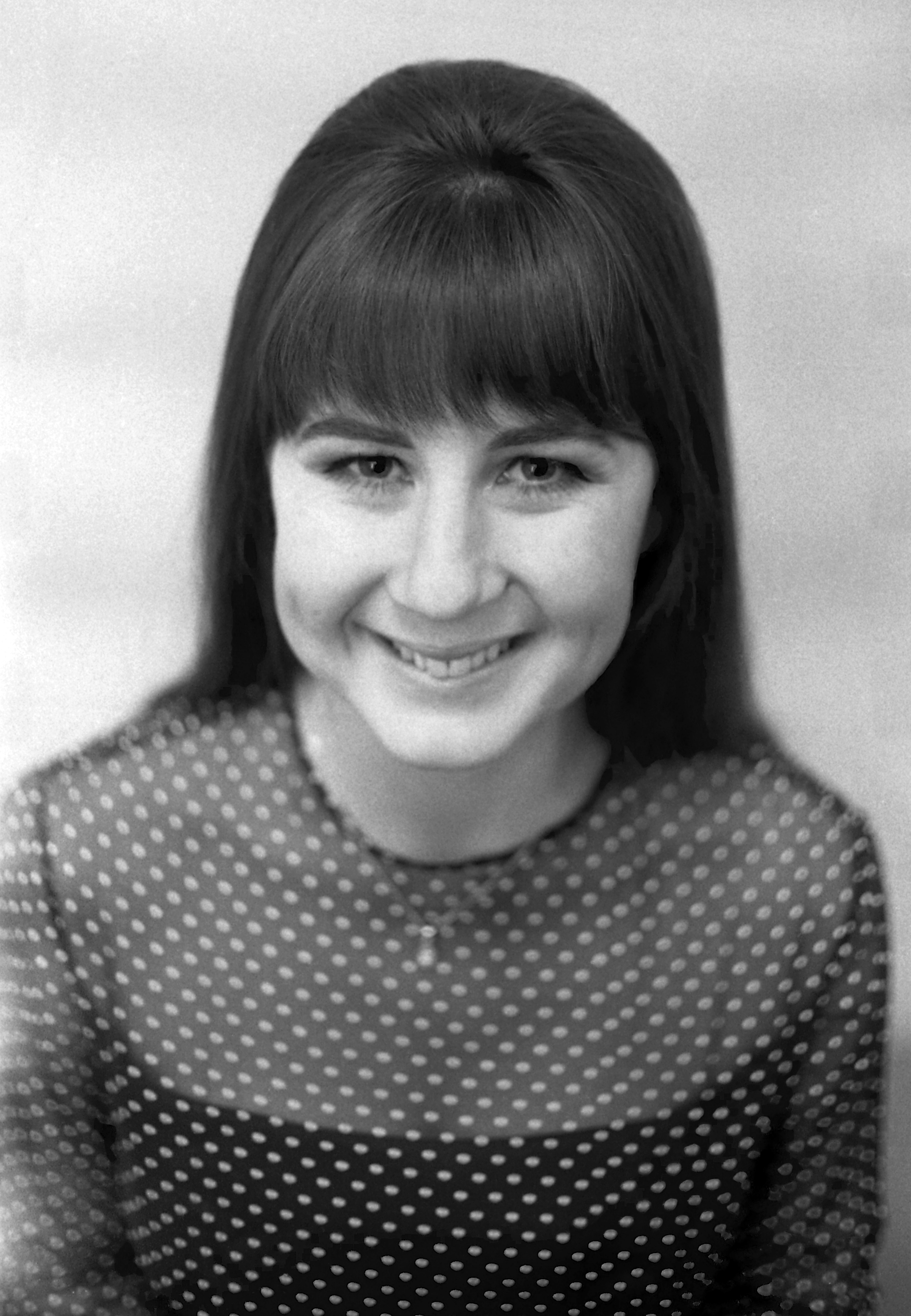
Judith Durham, 1970

Judith Durham AO (* 3. Juli 1943 als Judith Mavis Cock in Essendon/Melbourne; † 5. August 2022 in Melbourne) war eine australische Sängerin, Musikerin, Singer-Songwriterin und Komponistin. Sie war Gründungsmitglied und Leadsängerin der 1963 in Melbourne gegründeten und vor allem in Großbritannien erfolgreichen Pop-Folk-Gruppe The Seekers.

## Leben
Judith Durham begann musikalisch als Jazzsängerin, ehe sie die Seekers mitgründete und mit ihnen internationale Erfolge feierte. Beim Abschiedskonzert am 7. Juli 1968 in London sang sie solo The Olive Tree, einen Titel, den Tom Springfield und Diane Lampert für sie komponiert hatten und den sie im Vorjahr als Solo-Single veröffentlicht hatte.
Während ihrer nun folgenden Solokarriere veröffentlichte Judith Durham die Musikalben For Christmas With Love, Gift Of Song und Climb Ev’ry Mountain.
Am 21. November 1969 heiratete sie in Melbourne ihren musikalischen Leiter, den britischen Pianisten Ron Edgeworth, der früher bei The John Barry Seven mitgewirkt hatte, und arbeitete gemeinsam mit ihm weiter als Gruppe. Beide lebten bis Mitte der 1980er Jahre in Großbritannien und in der Schweiz. Er spielte Klavier und sie sang. Edgeworth starb am 10. Dezember 1994 im Alter von 56 Jahren.
Die 1968 aufgelösten Seekers arbeiteten mit einer neuen Sängerin weiter, aber ohne viel Erfolg. Erst 1994, nach etwas über 25 Jahren, kam Judith zu den Seekers zurück, und der Erfolg wurde fortgesetzt. Zum Ende der Olympischen Spiele 2000 in Sydney waren die Seekers mit The Carnival Is Over geplant, mussten aber wegen einer Verletzung Judith Durhams absagen. Die Band unternahm im Mai 2013 eine Australientournee, die mit einem Konzert im November 2013 abgeschlossen wurde. Ihre letzte Konzerttournee mit den Seekers führte Durham im Frühsommer 2014 durch England und im November desselben Jahres nach Neuseeland.
Judith Durham starb im Alter von 79 Jahren am 5. August 2022 an den Spätfolgen einer bereits im Kindesalter diagnostizierten chronischen Lungenkrankheit (Bronchiektasie). Sie ruht in Melbourne auf dem Springvale Botanical Cemetery an der Seite ihres Ehemannes.

## Soloveröffentlichungen
- 1963 Judy Durham with Frank Traynor’s Jazz Preachers (EP)
- 1964 Frank Traynor’s Jazz Preachers & Judy Durham – Trombone Frankie (Musiksingle)
- 1967 The Olive Tree / The Non-Performing Lion Quickstep (Musiksingle) – UK Singles Charts #33[5]
- 1967 Again and Again / Memories (Musiksingle)
- 1968 For Christmas with Love (Schallplatte)
- 1970 Gift of Song (LP)
- 1971 Climb Every Mountain (LP)
- 1973 JD & The Hottest Band in Town Vol. 1 (LP)
- 1974 JD & The Hottest Band in Town Vol. 2 (LP)
- 1980 The Hot Jazz Duo (LP)
- 1992 Australia Land of Today (Single-CD)
- 1994 Let Me Find Love (CD) – ARIA Charts #8[6]
- 1996 Mona Lisas (CD) – UK Albums Charts #46[5]
- 1997 Always There (CD)
- 2000 Hold On to Your Dream (CD)
- 2002 JD and the Melbourne Welsh Male Choir (CD)
- 2003 Diamond Night (DVD)
- 2009 Judith Durham Up Close & Personal – Volume 1 (CD)[7]
- 2009 Judith Durham’s Advance Australia Fair ... A Lyric For Contemporary Australia (CD)[8]
- 2011 Epiphany (CD)
- 2011 Colours of My Life – ARIA Charts #44[6]
- 2012 The Australian Cities Suite – ARIA Charts #81 (Debüt)
- 2015 Climb Ev’ry Mountain – ARIA Charts #44
- 2016 Live in London
- 2018 So Much More